# Mezzo rotto
Mezzo rotto è un singolo della cantante italiana Alessandra Amoroso, in collaborazione con la rapper e cantautrice italiana BigMama, pubblicato il 31 maggio 2024 come secondo estratto dall'ottavo album in studio Io non sarei.

## Descrizione
Il brano è stato scritto da Zef, Tropico e dalla stessa BigMama, accreditata come artista ospite. In un'intervista rilasciata a Cosmopolitan Italia Amoroso ha dichiarato che la scelta di collaborare in un brano sia nata dopo l'esibizione delle due artiste nel corso dell'evento benefico Una. Nessuna. Centomila – in Arena all'inizio di maggio 2024; nella stessa intervista Marianna Mammone ha spiegato il significato del brano e il processo di scrittura:

## Accoglienza
Il brano è stato apprezzato dalla critica musicale, che l'ha definito un tormentone estivo del 2024.
All Music Italia assimila le sonorità a L'amour toujours (I'll Fly with You) di Gigi D'Agostino, apprezzando il fatto «che Amoroso riesce a dare dolcezza con la profondità di un timbro sempre riconoscibile e mai scontato». Anche Cristina Mariani del Quotidiano Nazionale associa le sonorità a D'Agostino, trovandola una collaborazione riuscita grazie al sound «martellante» e al «sottofondo dance».
Francesca D'Angelo di Elle Italia, scrive che il brano ricorda Gabry Ponte, affermando che «le voci di Alessandra Amoroso e Bigmama si fondono bene, mantenendo ciascuna la propria personalità», che cantano un testo «facilissimo e orecchiabile». Vincenzo Nasto di Fanpage.it afferma che nel brano sono presenti «chiare sonorità dance» il cui testo «si lascia andare ai dettagli della passione estiva vissuta dalle due donne».

## Video musicale
Il video musicale, diretto da Byron Rosero, è stato pubblicato l'11 giugno 2024 attraverso il canale YouTube della cantante.

## Tracce
Testi di Davide Petrella e Marianna Mammone, musiche di Davide Petrella e Stefano Tognini.
1. Mezzo rotto (feat. BigMama) – 3:15

## Successo commerciale
Il singolo in Italia è stato per diverse settimane nella top 10, raggiungendo come posizione massima la n.6 ed è stato certificato doppio disco di platino; ha riscosso anche un buon successo in Polonia, dove ha raggiunto la posizione n. 51 e ha ottenuto anche un disco d'oro, la prima certificazione internazionale per le due cantanti.

## Classifiche

### Classifiche settimanali
| Classifica (2024) | Posizione massima |
| ----------------- | ----------------- |
| Italia            | 6                 |
| Polonia           | 51                |

### Classifiche di fine anno
| Classifica (2024) | Posizione |
| ----------------- | --------- |
| Italia            | 31        |